# Coenosia penicullicauda
Coenosia penicullicauda este o specie de muște din genul Coenosia, familia Muscidae, descrisă de Xue și Wang în anul 2008.
Este endemică în Yunnan. Conform Catalogue of Life specia Coenosia penicullicauda nu are subspecii cunoscute.